# While She Sleeps
A While She Sleeps 2006-ban alakult angol metalcore-zenekar Sheffieldből. Hazájukban kiadó nélkül futnak, az Amerikai Egyesült Államokban és Ausztráliában más-más kiadónál van szerződésük. 5 nagylemezük és 3 kislemezük jelent meg eddig. 2012-ben a Kerrang! Díjátadón a Legjobb új brit előadónak választották a zenekart.

## Tagok
Jelenlegi tagok
- Aaran McKenzie – basszusgitár, háttérvokál (2006–napjainkig)
- Sean Long – gitár, háttérvokál (2006–napjainkig)
- Adam "Sav" Savage – dobok (2006–napjainkig)
- Mat Welsh – ritmusgitár, vokál, zongora (2006–napjainkig)
- Lawrence "Loz" Taylor – ének (2009–napjainkig)

Korábbi tagok
- Jordan Widdowson – ének (2006–2009)

## Diszkográfia
Stúdió albumok
- This Is the Six (2012)
- Brainwashed (2015)
- You Are We (2017)
- So What? (2019)
- Sleeps Society (2021)

Kislemezek
- And This Is Just the Start (2006)
- Split (2009)

- The North Stands for Nothing (2010)

## Videóklipek
| Szám                      | Év   | Album                                         | Rendező(k)      |
| ------------------------- | ---- | --------------------------------------------- | --------------- |
| "Crows"                   | 2011 | The North Stands for Nothing                  | GETDELUXE Films |
| "Be(lie)ve"               | 2011 | The North Stands for Nothing (Deluxe edition) | GETDELUXE Films |
| "20 Days of Sleeps"       | 2011 | Documentary                                   | GETDELUXE Films |
| "This Is The Six"         | 2012 | This Is the Six                               | N/A             |
| "Dead Behind The Eyes"    | 2012 | This Is the Six                               | GETDELUXE Films |
| "Seven Hills"             | 2012 | This Is the Six                               | N/A             |
| "Our Courage, Our Cancer" | 2012 | This Is the Six                               | N/A             |
| "Death Toll"              | 2013 | This Is The Six (Deluxe edition)              | N/A             |
| "New World Torture"       | 2014 | Brainwashed                                   | N/A             |
| "Four Walls"              | 2014 | Brainwashed                                   | N/A             |
| "Trophies of Violence"    | 2015 | Brainwashed                                   | N/A             |
| "Our Legacy"              | 2015 | Brainwashed                                   | N/A             |
| "Brainwashed"             | 2015 | Brainwashed                                   | N/A             |
| "Civil Isolation"         | 2016 | You Are We                                    | N/A             |
| "Hurricane"               | 2016 | You Are We                                    | N/A             |
| "You Are We"              | 2017 | You Are We                                    | N/A             |
| "Silence Speaks"          | 2017 | You Are We                                    | GETDELUXE Films |
| "Steal The Sun"           | 2017 | You Are We                                    | N/A             |

## Fordítás
- Ez a szócikk részben vagy egészben  a   While She Sleeps című angol Wikipédia-szócikk ezen változatának fordításán alapul.  Az eredeti cikk szerkesztőit annak laptörténete sorolja fel. Ez a jelzés csupán a megfogalmazás eredetét és a szerzői jogokat jelzi, nem szolgál a cikkben szereplő információk forrásmegjelöléseként.